# Nakskov Gymnasium
Nakskov Gymnasium er et gymnasium, der ligger i Nakskov på Lolland. Gymnasiet, der oprindelig startede som et kommunalt gymnasium i 1918, tilbyder de fire gymnasiale uddannelser almen studentereksamen (stx), hf-eksamen, merkantil studentereksamen (hhx) og teknisk studentereksamen (htx). Det er det ene af to gymnasier i Lolland Kommune, hvor det andet er Maribo Gymnasium i Maribo.
Nakskov Gymnasium er et af 32 såkaldte udkantsgymnasier i Danmark (defineret som et gymnasium, hvis elever har mere end 20 km til det nærmeste alternative gymnasium), der modtager et særligt udkantstilskud. I skoleåret 2024/25 havde gymnasiet 300 stx- og hf-elever fordelt på i alt 17 klasser.

## Historie

### En svær start (1918-1922)
Nakskov Gymnasium blev oprettet i 1918 som et kommunalt gymnasium, der var tilknyttet Nakskov Byskole. Lærerne underviste således på begge uddannelsessteder. Der var ikke udelt begejstring i byen over det nye gymnasium, idet nogle mente, at udgifterne ville blive for store. Otte elever startede på gymnasiet i 1.g i 1918, men året efter, da de skulle rykke op i 2.g, var der kun fire tilbage. De resterende fire var blevet spredt over hele landet. Politimesteren havde således taget sin søn ud af gymnasiet og sat ham i Nykøbing Katedralskole i stedet. Snart efter forlod også en femte elev fra klassen byen. De tre sidste elever, alle kvinder, fuldførte skolen, men da de i 1921 blev eksamineret i studentereksamen, hvilket skulle foregå på Københavns Universitet, dumpede de to. Skolens første student Ellen Christoffersen blev således samtidig den eneste student fra Nakskov i 1921. (De to, der dumpede, blev dog studenter året efter, den ene fra Nakskov, den anden fra Frk. Zahles Kursus i København.)
Det dårlige resultat medførte, at skolens modstandere fik vind i sejlene, og gymnasiets fremtid var i fare. Der blev iværksat en kampagne for at få forældrene til at tage de få resterende elever ud af gymnasiet, så det blev tvunget til at lukke. Borgmester Sophus Bresemann og flere af forældrene, ansporet af deres børn, kæmpede dog energisk for gymnasiet. Det gjaldt ikke mindst direktør Andreas Boesen fra OTA-fabrikken, der spillede en stor rolle i at overbevise de øvrige forældre. Skolen overlevede derfor og fortsatte efter sommerferien 1921 med tre elever på hvert klassetrin. Den kommende studentereksamen for de tre ældste elever i 1922 blev imødeset med stor spænding. Denne gang bestod de dog alle tre: Valborg Nielsen, der var dumpet året før, H. Chr. Vestergaard, der senere selv blev adjunkt ved gymnasiet, og Andreas Boesens datter Ellinor Boesen. Lige efter eksaminationen, der igen foregik i København, fik de tre studenter overrakt roser af rektor og borgmester Bresemann, og det lille, men glade selskab kørte bagefter til Tivoli, hvor de spiste middag, og borgmesteren holdt en tale for Nakskovs første hold af studenter, da Ellen Christoffersen året før jo ikke kunne kaldes noget "hold". Ellinor Boesen blev i øvrigt sammen med sin lillesøster Caja Gudrun Boesen, der blev student fra Nakskov kommunale Gymnasium i 1926, to af de mest læste børnebogsforfattere i Danmark, idet de under det fælles pseudonym "Ada Hensel" var hovedforfattere til OTA-bøgerne, der blev trykt i over 1 million eksemplarer i mellemkrigstiden og under de første besættelsesår.

### Konsolidering (1922-1941)
I de følgende år voksede antallet af gymnasieelever, og skolen fik selvstændig eksamensret, så studentereksamen ikke længere skulle afholdes i København. Nakskovs skolevæsen var i 1920'erne og 1930'erne organiseret meget selvstændigt og noget anderledes end i andre byer. Nakskov var på mange måder et avanceret laboratorium for velfærdsstaten i disse år, og på skoleområdet gik man videre end andre i forsøget på at skabe en demokratisk enhedsskole. Skolens første rektor J.C. Poulsen og hans efterfølgere var samtidig som (stads-)skoleinspektører ledere af hele byens skolevæsen. Poulsen udfyldte denne stilling, indtil han i 1935 måtte tage orlov på grund af alvorlig sygdom, og døde året efter. En af skolens lærere, Louis Müller, var konstitueret rektor i to år, indtil Oluf Bøggild, der kom fra Kolding, blev udnævnt til ny rektor i 1937. Samme år oprettede gymnasiet også en matematisk linje - indtil 1937 havde det kun undervist nysproglige studerende. Da Maribo Gymnasium i 1937 blev oprettet som det andet gymnasium på Lolland, følte man både på Nakskov Gymnasium og i byrådet det vigtigt at "opruste" sine tilbud, og de nødvendige midler til en udvidelse af undervisningslokaler mv. blev bevilget. Den matematiske linje blev hurtigt en succes og udgjorde snart størstedelen af gymnasieeleverne. Bøggild stod også i spidsen for en ændring af Nakskovs skoleordning, så den blev strømlinet med organiseringen af skolevæsenet i andre byer. Han døde pludseligt af et hjerteslag 3. februar 1941, hvorefter Karl Nielsen Bock, der kom fra Haderslev, tiltrådte som ny rektor i juni samme år.

### Verdenskrig og efterkrigstid (1941-1973)
Under 2. verdenskrig var skolens pedel og nogle af skolens lærere og elever med i modstandsbevægelsen, og gymnasiet fordelingscentral for illegale blade, men kom i øvrigt gennem Besættelsen uden megen dramatik. Gymnasieafdelingen undgik også at skulle afgive sine undervisningslokaler til tyske flygtninge i krigens sidste fase, men andre dele af Byskolen blev gjort til lazaret for sårede tyske soldater.
Efterkrigstiden var præget af stærk vækst i uddannelsessystemet. I 1950'erne kom 1940'ernes store årgange igennem grundskolesystemet, og i 1960'erne var det gymnasiets tur til at lide af vokseværk. Med folkeskoleloven af 1958 afskaffedes mellemskolen, som havde været en del af Nakskov kommunale Gymnasium, hvilket mindskede institutionens samlede elevtal. Fremover var der gymnasiaster og realister på gymnasiet, som fortsat lå i samme bygning som Byskolen på Nørrevold. Der blev derfor efterhånden en stigende følt pladsmangel, og i Karl Bocks sidste embedstid rejste han ofte spørgsmålet om at få en ny og moderne gymnasiebygning. Bock var rektor i hele 26 år, indtil han gik på pension, da han fyldte 70 år i 1967. Indtil året før var han også stadsskoleinspektør i Nakskov, da de to stillinger først blev skilt ad i 1966. Han blev afløst af kemikeren Ole Bostrup, der blot var 33 år, da han indtog stillingen. Han var rektor i seks år fra 1967 til 1973, hvor han i stedet blev rektor for Helsingør Gymnasium. I hans tid blev der i 1971 indført mulighed for at tage HF-eksamen på gymnasiet.

### Amtskommunalt og selvejende gymnasium (1973- )
Som følge af kommunalreformen i 1970 overgik skolen i 1973 til at høre under Storstrøms Amt. Samme år blev Orla Christiansen rektor, og det var han i de sidste seks år, gymnasiet lå sammen med Byskolen på Nørrevold. I 1979 flyttede gymnasiet til det, der dengang hed "Nakskov Uddannelsescenter" (i dag Campus Nakskov), hvor alle ungdomsuddannelser i Nakskov skulle samles i et fælles nyt uddannelsesmiljø. Nakskov Uddannelsescenter var på det tidspunkt landets mest moderne. Ideen til uddannelsescenteret var blevet fremsat allerede midt i 1960'erne af forstander Nyboe fra byens tekniske skole, og med amtets overtagelse af gymnasiet og økonomien bag det i 1973 var det økonomiske grundlag i orden. Seks år senere fandt udflytningen så endelig sted til det store areal lige bag jernbanestationen, hvor Nakskov Sukkerfabrik tidligere havde haft depot. Også byens bibliotek og en teaterbygning blev der plads til.
I 2007 blev gymnasiet på linje med landets øvrige gymnasier som en konsekvens af den næste kommunalreform, der blev gennemført samme år, en selvejende statslig institution. Først på dette tidspunkt tog gymnasiet navneforandring til Nakskov Gymnasium og HF, selvom HF-uddannelsen altså på det tidspunkt havde været en del af stedets tilbud i flere årtier.
I 2020'erne er gymnasiet på linje med andre mindre gymnasier landet over udfordret af et faldende befolkningsgrundlag. Fra 2024 begyndte gymnasiet også at udbyde merkantil studentereksamen (hhx) og teknisk studentereksamen (htx), idet disse to uddannelser blev udlagt til skolen fra organisationen CELF, der hidtil havde stået for at udbyde de to erhvervsgymnasiale uddannelser i Nakskov. Ved samme lejlighed skiftede skolen navn fra "Nakskov Gymnasium og HF" til blot at hedde Nakskov Gymnasium med begrundelsen, at dette navn var mere inkluderende for det samlede udbud af uddannelser på skolen og dermed i højere grad symboliserede det samlede skolefællesskab.

## Nakskov Gymnasiums rektorer
- 1918-1935: J.C. Poulsen[8]
- 1935-1937: Louis Müller (konstitueret)[8]
- 1937-1941: Oluf Bøggild[8]
- 1941-1967: Karl Nielsen Bock[9][16]
- 1967-1973: Ole Bostrup[11]
- 1973-1979: Orla Christiansen
- 1979-2005: Villy Kjellberg Christensen
- 2005-2010: John Povlsen
- 2010-2022: Peter Jan Overgaard Rasmussen
- 2022-    : Lars Erik Petersen

## Omtale i bøger og film
Forfatteren Henrik Hohle Hansen, der selv tog hf-eksamen fra Nakskov Gymnasium i 1984, har i sin debutroman Kære Gud, lad mig ikke dø på et lokum fra 1990 skildret drengen Kurts opvækst i Nakskov fra 1960'erne til 1980'erne, hvordan byens liv afhang af skibsværftet, der først skabte velstand og fremgang og siden, da det lukkede, tomme huse og fraflytning. Kurt ender selv bogen med at tage en enkeltbillet til København, men har inden da været omkring gymnasiet, da han som dreng reelt kun har valget mellem værftet og gymnasiet, og det ikke fremstår som et reelt valg. Romanen skildrer Kurts gymnasietid og den rolle, stedet har for hans udvikling.
Filminstruktøren Anna Sofie Hartmann (student fra Nakskov Gymnasium i 2003) lod gymnasiet og Nakskov spille en vigtig rolle i sin debutfilm Limbo fra 2014. Den handlede om 3.g'eren Sara, der blev forelsket i sin dansk- og dramalærer Karen, og i videre forstand om de unges liv i overgangen mellem barn og voksen, og en udlængsel efter en større verden end den lille provinsby. Filmen, der blev nomineret til flere internationale filmpriser, blev optaget on location på Nakskov Gymnasium og andre steder i og omkring byen, og rollerne som eleverne - inklusive den ene hovedrolle som Sara - blev spillet af unge, der var elever på gymnasiet, da indspilningerne fandt sted.